# Пиеро ди Козимо де Медичи
Пиèро ди Кòзимо де Мèдичи, наречен Подагрения (на италиански: Piero di Cosimo de' Medici, detto il Gottoso; * 14 юни 1416, Флоренция, Флорентинска република; † 2 декември 1469, пак там), е господар де факто на Флоренция от 1464 до 1469 г.
Той е баща на Лоренцо Великолепни и на Джулиано де Медичи. Въпреки че е болнав – страда от подагра (оттук и прякорът му), през петте си години управление се проявява като енергичен и решителен в потушаването на заговора, замислен от Лука Пити, и така укрепва властта на Медичите над града.

## Произход
Той е най-големият син на Козимо де Медичи Стари, нар. Баща на родината (* 1389 † 1464), политик и банкер, първият господар де факто на Флоренция и първият значим държавник от Дом Медичи, и на съпругата му Контесина де Барди (* 1390 † 1473). Негови дядо и баба по бащина линия са Джовани ди Бичи де Медичи, който успява да натрупа голямо богатство с основаната от него Банка на Медичите, и Пикарда Буери, а по майчина –Алесандро ди Соцо де Барди, граф на Вернио, и Емилия (или Камила) от графовете на Елчи. Има един брат:
- Джовани (*  1421, † 1463), банкер и меценат, съпруг на Джиневра дели Алесандри

Има и един полубрат от извънбрачна връзка на баща му: Карло, видно религиозно лице

## Биография

### Ранно образование и младежки години (1416 – 1433)
Пиеро е роден в двореца на Медичите на ул. „Ларга“ – днешният Палацо Медичи Рикарди. Това е мястото, където баща му Козимо Стари, след смъртта на дядо му Джовани ди Бичи де Медичи, ръководи политическите дела на Флоренция „тайно“. Благодарение на приятелството на Козимо с някои от основните представители на Флорентинския хуманизъм като Николо Николи, Карло Марсупини и Антонио Пачини младият Пиеро и неговият брат Джовани получават отлично философско-литературно образование. В допълнение към тези интелектуалци Пиеро поддържа приятелски отношения с Франческо Филелфо и Леон Батиста Алберти, с когото през 1441 г. промоцира поетическия конкурс на простонароден език Certamen, посветен на приятелството.

### Политически стаж в сянката на баща му (1434 – 1464)

#### Изгнание (1433 – 1434)
Когато баща му Козимо Стари е заточен (1433 – 1434), Пиеро го следва във Венеция, след което пътува до някои дворове в Северна Италия, като Ферара, където е гост на Есте. По този повод той успява да възприеме изисканата култура на двора и, възползвайки се от просветените учения, става отличен познавач на класическите езици благодарение и на присъствието на Гуарино да Верона, призован в двора на Николо III д’Есте като учител на сина му Леонело д’Есте. Връщайки се във Флоренция след баща си (1434 г.), Пиеро, като най-голям син, е предопределен да събере политическото наследство, което баща му усилено изгражда; брат му Джовани, от друга страна, е предопределен да управлява Банката на Медичите.

#### Дипломатическа и политическа кариера (1434 – 1464)
От този момент Пиеро постепенно преследва политическата кариера, улеснена от проницателността на баща му, но остава в лоното на cursus honorum на Флорентинската република: през 1444 г. се жени за интелигентната и културна Лукреция Торнабуони, свързвайки се с една от най-добрите древни и благороднически флорентински фамилии и с този пакт за приятелство укрепва стабилността на властта на Медичите. През 1447 г. оглавява флорентинската делегация, за да поздрави новия папа Николай V. През 1448 г. е приор за периода ноември-декември.
През 50-те години на XV век Медичите все още са ангажирани с различни дипломатически и институционални задачи: присъствието в Рим за Универсалния юбилей на Католическата църква, посещението през пролетта на същата година при новия херцог на Милано Франческо I Сфорца - дългогодишен съюзник на сем. Медичи, и развитието на гъстата мрежа от съюзи по повод Мира в Лоди (1454). Той е и последният от фамилията Медичи, заемал длъжността гонфалониер – временен ръководител на правителството на Флорентинската република, през 1461 г. – позиция, която по време на фактическото господство на баща му Козимо Стари е поверявана само на най-доверените му лица.

#### Политическо наследство
Въпреки дипломатическите му ангажименти и заслуги фигурата на Пиеро продължава да бъде второстепенна заради сериозните му здравословни проблеми: от ранна детска възраст, той страда от подаграта, която е лошият късмет на сем. Медичи. Изправен пред здравословните проблеми на най-големия си син, Козимо Стари мисли да остави основните политически отговорности на второродния си син, които иначе биха били поверени на Пиеро, така че съществуването на Пиеро остава на заден план. Значителна промяна обаче настъпва в навечерието на смъртта на баща му: на 1 ноември 1463 г. брат му Джовани умира поради пороците, които е преследвал през целия си живот. Смъртта му оставя Козимо, който вече е болен и немощен от старост, изключително потиснат и тъй като трябва да регулира начина на наследяването, той е принуден да остави финансовите задължения на Банката на Медичите, както и политическите такива на немощния Пиеро, при условие че той трябва да образова и да се отнася зряло към двамата си подрастващи синове Джулиано и Лоренцо.

### Управление (1464 – 1469)

#### Предпоставки за заговор (1464-1466)
Баща му Козимо Стари умира на 1 август 1464 г. Когато идва на власт, Пиеро вече е на 50 години, но дори и да няма енергията на баща си, политическите му способности са достатъчни: като ръководител на Банката на Медичите той поддържа управлението ѝ да работи гладко в търговските и финансови дейности. Сред почестите, получени от Пиеро, е тази на краля на Франция Луи XI, който, възхитен от прозорливостта на Медичите, му позволява да покрие топка от своя герб с трите златни лилии на синьо поле, принадлежащи на Анжуйския герб. Въпреки цялостната положителна преценка за работата му, управлението на Пиеро е белязано от някои грешки в оценката в икономическата и политическата област и от промяната в международната ситуация, която отслабва властта му и подготвя почвата за заговора, дело на Лука Пити:
- Въпросът за заемите. Когато Пиеро незабавно решава да поиска обратно многото дългосрочни заеми, отпуснати от баща му, често на поддръжници на партията на Медичите, това води до вълна от недоволство от големия брой търговци, които банкрутират, което ги кара да преминат към противоположната на Медичите фракция.[15][16]
- Институционални контрасти. Пиеро пристъпва към опасна централизация на властта за разлика от предпазливото политическо господство на баща си. Всъщност Пиеро и Синьорията се сблъскват относно избираемостта на членовете на Синьорията: той желае те да бъдат избирани чрез гласуване, докато членовете на институционалните органи, включително промедическия Съвет на стоте, искат да се върне жребият както преди 1434 г.[17] Това би отслабило значително влиянието на Медичите, тъй като те не биха могли да поставят своите съюзници на ключови позиции във властта. Въпреки че Пиеро успява да поддържа реда, установен от баща му, неговото очевидно налагане в делата на Синьорията отслабва престижа на Медичите.[2][18][19]
- Смъртта на Франческо I Сфорца.[2] Въз основа на споразуменията между херцога на Милано и Козимо, Сфорца би презоставил военна подкрепа на семейство Медичи при възможни вътрешни конспирации[20], докато вторият ще предостави на основателя на династията Сфорца парите, необходими за поддържане на властта. Когато Франческо Сфорца умира през 1466 г. и 20-годишният Галеацо Мария Сфорца идва на власт, враговете на Медичите започват да работят, за да изместят болния Пиеро от властта.[21]

#### Заговор на Лука Пити (1466 г.)
Така е възможно да се стигне до държавния преврат, организиран от изразителя на фракцията срещу Медичите, известна като "del poggio". Става въпрос за много богатия търговец Лука Пити, около когото се са събрани някои важни флорентинци, като като Диотисалви Нерони, Анджело Ачайоли, Николò Содерини и Пиерфранческо Стари, братовчед на Пиеро. Групата заговорници, която може да пристъпи към преврата едва след като уреди вътрешните конфликти, възникнали около метода на изпълнение на самата конспирация, има за съюзник херцога на Ферара Борсо д’Есте, който поверява на своя полубрат Ерколе I д’Есте шепа войници, готови да подадат ръка на заговорниците.
Заговорниците виждат Пиеро като тиранин и планът им е да му устроят засада на пътя, по който отива до Вилата на Медичите в Кареджи, и след това да тръгнат към града с армията на Есте. При осъществяване на плана Пити би станал новият лидер на града, само за да бъде незабавно свален поради слабостта на характера си, както свидетелства историкът и политикът Франческо Гуичардини:
| „ | В същите тези времена в града започнаха да се откриват нови разделения, които бяха причинени главно от амбицията на месер Диетисалви ди Нероне; който, тъй като бе много проницателен човек, много богат и с голям кредит, недоволен от държавата и голямата репутация, която имаше, обедини сили с месер Аньоло Ачайоли, човек също с голям авторитет, планирайки да отнеме държавата от Пиеро ди Козимо. И тъй като им се струваше, че месер Лука Пити бе добър инструмент за своите последователи, след като влязоха под негово ръководство, те го убедиха да го направи началник на града; което те сметнаха за лесно, тъй като той не бе ценен човек. | “ |

Всичко е уредено за 26 август 1466 г., но Пиеро получава сведения за заговора от Джовани II Бентивольо, господар на Болоня. За да хване заговорниците, той разчита на сръчността на сина си Лоренцо, който по това време е само на 16 години: след като напускат Флоренция заедно, Пиеро се отклонява към Вилата в Кареджи по второстепенен път, докато Лоренцо, който продължава сам, успява да убеди нападателите, че баща му се е забавил и го следва по същия път, поради което им остава само да го изчакат. Когато заговорниците разбират номера, Пиеро вече е във Флоренция, където на Медичите, вече подсилени от присъствието на 2000 въоръжени миланци, изпратени от Галеацо Мария Сфорца, е препотвърдена за още десет години властта от страна на народа.
Следователно заговорът е пълен провал и Пиеро излиза с по-голяма власт. След победата поведението му е с образцова умереност: по изричната му воля нито една от смъртните присъди на отговорните лица, наредени от Републиката, не е изпълнена, което принуждава Диотисалви Нероне, Ачайоли и останалите да поемат по пътя на изгнанието, докато на Лука Пити, който набързо се помирява с Пиеро, е позволено да остане в града. Всъщност Пиеро не иска успехът му да бъде опетнен с кръв. Гуачардини изрично споменава милосърдието му. Милосърдието, особено към Пити, обаче е само привидно: богатият банкер всъщност е ударен на строго финансово ниво, като частен гражданин. За много кратко време финансовото състояние на Пити е обект на спекулативни атаки от страна на Банката на Медичите, което го води до нищета. Дискредитиран и напълно изолиран, Пити умира в бедност през 1472 г.

### Война срещу Венеция (1467 – 1468)
Содерини и Диотисалви Нерони, по-специално, отиват във Венеция, вражески град на Медичите, защото Козимо Стари през 1450 г. помага на Франческо I Сфорца да завладее Милано. Венецианският сенат, бивш съюзник на Флоренция по време на олигархичната република, става неин естествен враг, защото, както пише Гуичардини:
| „ | От когото той [Франческо Сфорца] купи Милано и се роди здравето на Италия: защото, ако това не бе направено, венецианците несъмнено щяха да станат господари на тази държава [Миланското херцогство], а последователно в по-малко от цяла Италия: така че в този случай свободата на Флоренция и на цяла Италия трябва да бъде призната от Козимо Стари. | “ |
| Francesco Guicciardini, Storie fiorentine - Dai tempi di Cosimo De' Medici a quelli del Gonfaloniere Soderini, Firenze, 1859, Capitolo I, с. 9 | |   |

Именно за това неуспешно завладяване на миланците венецианците, подстрекавани от двамата изгнаници, изпращат армия, водена от капитан генерал Бартоломео Колеони срещу Флоренция, към която са добавени войските на Борсо д’Есте. Флорентинската армия (съставена от милиции, изпратени от Милано и Неапол, водени от Федерико да Монтефелтро), се сблъсква с венецианската на 25 юли 1467 г. в битката при Рикардина. Изходът от битката е несигурен и предвид безизходицата, в която се намират двете коалиции, папа Павел II налага мир през февруари 1468 г.

### Последна година (1469)
През 1469 г. Пиеро, след като укрепва държавата вътрешно и външно, обаче вече е изтощен от болестта и може да стане от леглото с голяма трудност. Преди да умре обаче, той успява да стане свидетел на друг важен успех за себе си и семейството си. Благодарение на помощта на съпругата си, интелигентната Лукреция Торнабуони, той успява да ожени най-големия си син Лоренцо за римската благородничка Клариса Орсини, принадлежаща към сем. Орсини, по този начин свързан с Папския двор, на 4 юни 1469 г. (бракът чрез пълномощник е на 10 декември 1468 г.). Това е първият път, когато аристократ влиза в семейното генеалогично дърво и представлява изкачването на по-нататъшна стъпка в неудържимия семеен възход. За да отпразнува това събитие, Пиеро подарява на града великолепни тържества.
Пиеро Подагрени умира от мозъчен кръвоизлив на 2 декември, предизвиквайки скръб сред населението. Погребан е без пищност в базиликата Сан Лоренцо заедно с брат си Джовани; техният саркофаг е дело на Андреа дел Верокио от името на двамата му синове Лоренцо и Джулиано.

### Историография за Пиеро де Медичи
Смъртта на Пиеро е съжалена от повечето му съвременници, с изключение на враговете му, които до последната минута се опитват да кроят заговор зад гърба му. Въпреки че няма същия физически темперамент като баща си, Пиеро се оказва разумен и милостив човек, както и ефикасен водач в моменти на нужда. Това е още по-забележително поради болезнената му болест (която му попречва да участва директно в политическите дела), а също и поради краткостта на неговото управление (само пет години): той консолидира властта на Медичите в и извън града, доказва се като проницателен търговец и дори по-далновиден познавач на изкуството от баща си, тъй като открива във Флоренция ценния вкус на Северния ренесанс, особено този на Ферара. Николо Макиавели в своите Флорентински истории заявява, че Флоренция не може да оцени по-добре неговите добродетели поради краткото време, което управлява, разкъсван между физически недъзи и политически трудности от различен вид.
Другият съвременен историк и политик на Макиавели, Франческо Гуичардини, се фокусира върху болката на една Флоренция, която е загубила милостив водач, способен да извършва добри дела. Някои историци се съсредоточават повече върху наивността на Пиеро в насърчаването на духа против Медичите, който тлее под пепелта: Марчело Ванучи говори например за „пет години, със сигурност неосветени от неговите успехи или от действията му като брилянтен политик“.

## Меценатство

### Фигуративни изкуства
Пиеро следва семейната традиция на художествено меценатство. В сравнение с баща си Козимо обаче вкусът му е по-изтънчен и еклектичен, особено след като често посещава дворовете на Северна Италия, по-специално този на Ферара, и неговото влияние изглажда строгостта на ранния Флорентински ренесанс – строгост в съответствие с примирения и очевидно неподходящ характер за новата флорентинска управляваща класа. Всъщност Пиеро увеличава семейните колекции от изящни книги, но също така събира скъпоценни предмети, може би с малки размери, като гоблени, древни камеи, скъпоценни камъни, парадни оръжия и музикални инструменти, придавайки на Флорентинския ренесанс еклектичен и пъстър щрих, който сред други, от фламандски влияния, внасяйки последното във Флоренция .
Неговият вкус, подобен на този на аристократичен двор, предпочита тези предмети не само заради тяхната присъща стойност, но преди всичко защото са символи на социален престиж. Джон Ригби Хейл пише, добавяйки по-изтънчения вкус на Пиеро в сравнение с този на Козимо, че „там, където Козимо е строил, Пиетро по-скоро е украсявал и сякаш Козимо му е делегирал задачата да се занимава с художници“.
В архитектурата той поръчва интериори и дребни, но много изискани произведения на Микелоцо, които свидетелстват за неговите естетически и интелектуални предпочитания: тази серия включва двата малки храма на Скинията на Разпятието в базиликата „Сан Миниато ал Монте“ (около 1447 г. ) и тази за чудотворното Благовещение в базиликата Сантисима Анунциата (1448 - 1452 г.). Той поръчва творби, между другото, на Мино да Фиезоле, Андреа дел Верокио, Алесо Балдовинети, Беато Анджелико, Доменико Венециано, братя Полайоло ( Антонио и Пиеро), Филипино Липи и Беноцо Гоцоли; последният създава стенописите в Параклиса на влъхвите в семейния дворец, където портрет с децата му се появява и в двете творби. Пиеро също се появява заедно с децата си в Поклонението на влъхвите от Сандро Ботичели – художник, получил закрилата на Медичите благодарение на службите не само на главата на семейството, но и на съпругата му Лукреция Торнабуони.
Пиеро лично следи напредъка на работите, както се вижда от две писма, адресирани до Беноцо Гоцоли, достигнали до нас. Като истински меценат той успява да накара великия Донатело да бъде погребан в базиликата Сан Лоренцо заедно с членовете на семейство Медичи, което показва уважението, което това семейство има към великия скулптор и архитект. В Палацо Медичи има и кабинет, поръчан на Микелоцо и Лука дела Робия (около 1456 г.), сега изгубен, където той е подредил най-ценните семейни колекции в среда, украсена с инкрустирани дървени панели и полихромни остъклени медальони от теракота.

## Подаграта на Медичите: между традиция и нови разкрития
Пиеро е засегнат от тежка болест, която го принуждава на няколко пъти в живота си да следи делата на Банката на Медичите и на градската управа от леглото си. Подаграта е онзи недъг, който тогава му спечелва тъжния прякор, с който ще бъде запомнен по-късно и сред потомците. От него болестта се предава на семейния клон, който произлиза от него (пример са здравословните проблеми на Лоренцо де Медичи и на папа Лъв X). От медицинските анализи, извършени от италианско-американски екип в началото на 2000-те години обаче, е открито, че Пиеро ди Козимо (както всички Медичи) всъщност не страда от подагра, а по-скоро „е бил засегнат от анкилозираща симетрична полиартропатия" (друго ревматологично заболяване), предаваща се генетично. Това също обяснява как Династията Медичи изобщо не е дълголетна и че много малко знаменити членове живеят повече от 60 години (по-точно Козимо Стари, Фердинандо I, Фердинандо II, Козимо III и Джан Гастоне).

## Брак и потомство
∞ 3 юни 1444 г. за Лукреция Торнабуони (* 22 юни 1427, Флоренция, Флорентинска република; † 28 март 1482, Флоренция, Флорентинска република), културна и мъдра жена и поетеса от видно флорентинско семейство, което винаги е било съюзник на Медичите. Това е успешен брак поради близостта на интересите и на характера им. Има четирима сина (двама от които умират като бебета) и две или три дъщери:
- Бианка де Медичи (* 10 септември 1445, Флоренция; † 20 юли 1505), ∞ 1459 за Гулиелмо де Паци, господар на Чивитела, от когото има 16 деца.
- Лукреция де Медичи, известна като Нанина (* 14 февруари 1448, Флоренция; † 14 май 1493), ∞ 1466 за известния писател хуманист Бернардо Ручелай, от когото има 5 деца.
- Лоренцо де Медичи Великолепни (* 1 януари 1449, Флоренция, Флорентинска република, † 8 април 1492, Вила „Медичи“ в Кареджи, Флорентинска република), държавник, банкер, де факто владетел на Флоренция от 1469 г. до смъртта си и най-могъщият и ентусиазиран покровител на ренесансовата култура в Италия. Той също така е писател, меценат, поет и хуманист, както и един от най-значимите политици на Ренесанса, ∞ за Клариса Орсини, от която има 10 деца.
- Джулиано де Медичи (* 28 октомври 1453, Флоренция; † 26 април 1478, пак там), убит по време на Заговора на Паци. Има извънбрачен син Джулио, който става папа Климент VII
- Син († като бебе)
- Син († като бебе)
- Мария де Медичи (* сл. 1455, † март 1479), вероятно извънбрачна,[52] ∞ 1474 за Леонето де Роси, известен банкер, от когото има син – кардинал.

Има и един извънбрачен син, роден преди брака му:
- Джовани ди Пиеро де Медичи (* пр. 1444, † неизв.), ∞ за Луиджа ди Джовани де Медичи от второстепенен клон на Медичите.

Синовете му Лоренцо и Джулиано са образовани, за да ги подготвят за голямо бъдеще. Джентиле де Беки от Урбино е техен учител, докато Кристофоро Ландино ги обучава по литература. Те научава старогръцки от Йоан Аргиропул, който също ги обучава в аристотелова философия, а Марсилио Фичино им преподава платонова философия. Тяхното образование е силно повлияно от Лукреция Торнабуони, мъдра майка на семейство и любяща съпруга, изцяло посветена на грижите за болния си съпруг и за физическото и духовно здраве на децата си. Пиеро също е отличен баща, който държи много на образованието на децата си, особено когато се чувства в постоянна опасност да умре и да трябва да ги изостави в свят, пълен с опасности за семейството. Той изпраща най-големия си син Лоренцо в дворовете на приятелски настроените принцове, за да може той да научи елегантния, великолепен и весел начин на живот, който царува там, и така този много интелигентен, жизнен и проницателен млад 16-17 годишен момък, предопределен да играе видна роля в италианската политика, усъвършенства образованието си при Бентивольо в Болоня, Есте във Ферара, Сфорца в Милано, а след това е във Венеция и в Папския двор.
- Децата на Пиеро
- от ляво надясно: Нанина, Бианка и Мария,
- Лоренцо Великолепни
- Джулиано
- Джовани

## Обяснителни бележки
1. ↑  Както майсторски е подчертано в IV книга на „De Familia“ от Леон Батиста Алберти, понятието „приятелство“ е много по-разширено като понятие в Комуна Флоренция, отколкото го виждае днес. Всъщност приятелството тогава не се състои само в човешките взаимоотношения между хората, но и в баланса на съюзите, които флорентинските магнати сключват помежду си, за да запазят общите интереси.
2. ↑  Валтер Ингеборг, авторитетният биограф на Лоренцо Великолепни, подчертава как засадата и бързата реакция на Лоренцо пред вражеските войски са събития, измислени от Пиеро, за да укрепи още повече позицията си и тази на 17-годишния му син, от една страна, и от друга оправдават изпращането на милиции, лоялни на Медичите, във Флоренция. Въпреки това биографът приписва близостта на Лоренцо с болния му баща и някои от посолствата му на политически съюзници. Вж. Walter с. 53. и Walter-DBI ..
3. ↑  Алюзията за тази битка се намира и във Vannucci с. 122., макар че датите не съвпадат: «На 23 юли 1467 г. бе единственият сблъсък в цяата тази война, която вдигна повече шум, отколкото причини вреди“.
4. ↑  Vannucci с. 122. съобщава за пътуването, което съпругата на Пиеро предприема до Рим, за да търси подходяща булка за сина си Лоренцо.

## Библиографски бележки
1. ↑  За политическото израстване на Козимо вж. Kent, DBI .. Относно метода на управление на Медичите между 1434 и 1494 г. е интересно изследването на Rubinstein ., което осветлява в чуждестранната сфера терминът „криптосиньория". В италианската историография са интересни изследванията на Tabacco 1974 с. 352-357., Sestan 1979 с. 58-59. и Ascheri 1994 с. 290-291., които подчертават подчинението от страна на някои господари на общинските форми, запазвайки техните демократични изяви.
2. 1 2 3 4 5 6 7 8 9 10 11 12 13 14 15 16  Piero-DBI ..
3. ↑  Hale с. 51.: „Неговото образование, както е възможно да си представим за син на Козимо, е било акурантно и пълно и той е отговарял напълно на него..“
4. ↑  По въпроса вж. Cappelli с. 309-310.
5. 1 2 3 4  Scheda su Pietro il Gottoso in Palazzo Medici Архив на оригинала от 2016-03-07 в Wayback Machine.
6. ↑  Yale с. 120..
7. ↑  Hale с. 53. e Piero-DBI .
8. ↑  Yale с. 119..
9. ↑  Yale с. 106..
10. ↑  Cesati с. 27..
11. ↑  Hale с. 53. e Young с. 106-107..
12. ↑  Young с. 106..
13. ↑  Young p. 120..
14. ↑  Delle Donne с. 34.; Hale p. 50.
15. ↑  Delle Donne с. 31..
16. 1 2 3  Vannucci с. 121..
17. ↑  Hale с. 54..
18. ↑  Guicciardini с. 97..
19. 1 2  Cesati с. 29..
20. ↑  Hale с. 52..
21. ↑  Delle Donne с. 31-32..
22. ↑  Young p. 122..
23. ↑  Piero-DBI . e Young с. 123.
24. ↑  Delle Donne с. 32..
25. ↑  Roscoe с. 88, vol. 2..
26. ↑  Machiavelli с. 353..
27. ↑  Delle Donne с. 33..
28. ↑  Guicciardini, с. 100
29. 1 2 3  Cesati с. 30..
30. ↑  Guicciardini с. 100..
31. ↑  Luca Pitti in "Enciclopedia Treccani"
32. ↑  Roscoe с. 93..
33. 1 2  Bosisio с. 365..
34. ↑  Walter с. 56..
35. ↑  Arrighi . e Vannucci с. 123.
36. ↑  Young, с. 130
37. 1 2  De Vecchi-Cerchiari с. 128..
38. ↑  Francesco Guicciardini, Storie fiorentine, с. 105
39. ↑  Machiavelli с. 361.: | „ | Добродетелта и добротата, които родината му не успя да признае напълно, тъй като бе придружен от баща си Козимо почти до края на живота си и защото погълна тези няколко години в граждански спорове и немощи. | “ |
40. ↑  Guicciardini p. 105.: | „ | ...la morte del quale dolse assai alla città rispetto alla sua facile e clemente natura e tutta volta al bene, come massime mostrò la novità del 66, nella quale non punì oltre che si patissi la necessità e più ancora che non era la volontà sua, costretto da molti cittadini dello stato. | “ |
41. ↑  De Vecchi-Cerchiari p. 127..
42. ↑  De Vecchi-Cerchiari pp. 130-131..
43. ↑  Hale с. 51..
44. ↑  Hale с. 51-52..
45. ↑  Cesati p. 31. e Young p. 131.
46. ↑  Young с. 137..
47. ↑  Young p. 131..
48. ↑  Petrucci p. 29..
49. ↑  Forniciari-Giuffra ..
50. ↑  Per l'esattezza: Cosimo il Vecchio raggiunse i 75 anni d'età, Ferdinando I e Ferdinando II 60 anni, Cosimo III gli 83 e Gian Gastone i 66 anni di età. I dati anagrafici sono riscontrabili su qualsiasi sito o libro dedicato alla famiglia Medici.
51. ↑  MEDICI, Piero de’, в "Dizionario Biografico", на www.treccani.it. Посетено на 17 март 2023 г.